# Common desktop environment

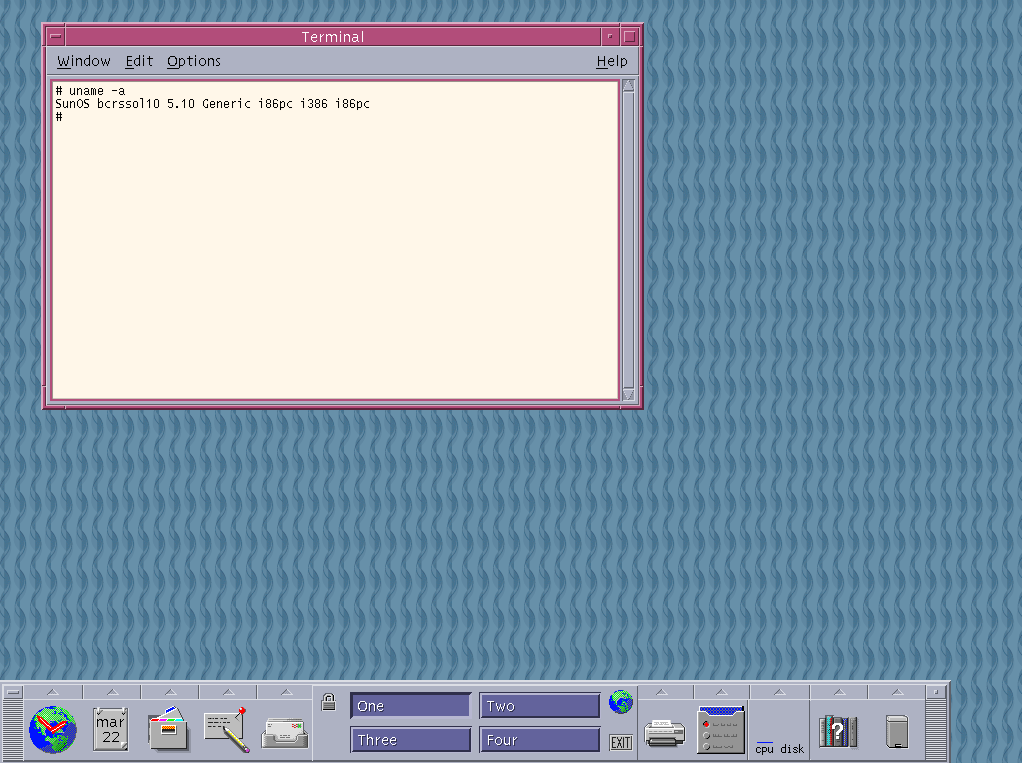
CDE version 1.6 på Solaris 10 (Intel)

Common desktop environment, CDE, är en standard för skrivbordsmiljön i flera kommersiella Unixvarianter.
CDE använder Motif för fönsterhantering och var en av slutprodukterna från COSE-initiativet (Common Open Software Environment), det utvecklades av Hewlett-Packard, IBM, Novell och Sun Microsystems.
Såväl IBM som Sun erbjuder GNOME som ett alternativ på sina respektive Unixvarianter, AIX och Solaris. På Solaris kallar man det GNOME-baserade skrivbordet Java Desktop System.